# LA chA TA
"LA chA TA"是韓國女子音樂團體f(x)的首張出道數位單曲，於2009年9月1日發售。9月2日，在首爾三成洞纖維中心進行的首個Show case中公開演唱。LA chA TA由著名作曲家Kenzie所製作，歌曲的主題為“快樂的享受人生”。9月5日，以該曲在MBC《Show! 音樂中心》正式出道。

## 曲目列表
| 曲序 | 曲目      |        | 作曲   | 时长 |
| ---- | --------- | ------ | ------ | ---- |
| 1.   | LA chA TA | Kenzie | Kenzie | 3:26 |